# Suka Dana (Muara Pinang)
Suka Dana is een bestuurslaag in het regentschap Empat Lawang van de provincie Zuid-Sumatra, Indonesië. Suka Dana telt 2356 inwoners (volkstelling 2010).